# Palat, Blagoevgrad
Palat (în bulgară Палат) este un sat în Obștina Strumeani, Regiunea Blagoevgrad, Bulgaria.

## Demografie
Componența etnică a satului Palat
     Bulgari (95,65%)
     Nicio identificare (4,34%)
     Altele (0%)
La recensământul din 2011, populația satului Palat era de 46 locuitori. Din punct de vedere etnic, majoritatea locuitorilor (95,65%) erau bulgari. Pentru 4,34% din locuitori nu este cunoscută apartenența etnică.